# Скруп, Генри, 4-й барон Скруп из Болтона
Генри Скруп (англ. Henry Scrope; 4 июня 1418 — 14 января 1459) — 4-й барон Скруп из Болтона (с 1420 года). Один из наиболее влиятельных землевладельцев Йоркшира, сторонник Йорков на первом этапе войны Алой и Белой розы.

## Биография
Генри Скруп принадлежал к аристократическому роду, представители которого владели обширными землями на севере Англии с центром в Болтоне (Йоркшир), а с 1371 года — баронским титулом. Он был сыном Ричарда Скрупа, 3-го барона Скрупа из Болтона, и Маргарет Невилл. В возрасте всего двух лет Генри потерял отца, погибшего во Франции, и опекуном над ним стал дядя по матери — сэр Ричард Невилл, ставший в 1428 году графом Солсбери. Известно, что из-за права на опеку с Невиллом враждовал Мармадьюк Ламли (впоследствии епископ Карлайла). Юный Скруп, по-видимому, жил не с опекуном, а с матерью, которая обязалась не женить его без согласия брата и оставила в качестве гарантии залог в тысячу фунтов.
В 1439 году, в возрасте 21 года, Генри официально вступил в права 4-го барона Скрупа из Болтона. В 1441 году он был впервые вызван в парламент. В последующие годы жизнь Скрупа была связана главным образом со службой королю в Йоркшире, являвшейся для него важным источником дохода: так, в 1440-е годы город Йорк не раз предлагал ему подарки в обмен на «дружбу». Генри исполнял обязанности мирового судьи, ведал сбором налогов; в 1453 году он вошёл в состав комиссии, пытавшейся положить конец вражде между двумя самыми могущественными семьями Севера — Перси и Невиллами. Назначению не помешал тот факт, что Скруп участвовал в этой вражде как союзник Невиллов. В 1449 году барон вёл переговоры с Бургундией в связи с нарушением перемирия.
В 1450-е годы, когда в Англии разгорелась борьба между Йорками и Ланкастерами, переросшая в гражданскую войну, Скруп вместе с Невиллами встал на сторону Йорков. Он поддержал лорда-протектора Ричарда, герцога Йоркского, в парламенте 1454 года. Позже Скруп выступал за то, чтобы Джордж Невилл (его двоюродный брат, сын Ричарда) стал канцлером королевства. Умер барон 14 января 1459 года в возрасте 40 лет.
Генри Скруп был женат примерно с 1435 года на своей дальней родственнице Элизабет Скруп, дочери Джона Скрупа, 4-го барона Скрупа из Месема, и Элизабет Чауорт. В этом браке родились Джон Скруп, 5-й барон Скруп из Болтона (1437—1498), сэр Ричард Скруп и Элизабет (умерла в 1503 году) — жена сэра Джона Бигода, Генри Рочфорда и Оливера Сент-Джона. Вдова пережила барона как минимум на 39 лет: она была ещё жива в 1498 году.